# اضطراب تكرار ثلاثي النكليوتيد
اضطرابات تكرار ثلاثي النكليوتيد مجموعة من الاضطرابات المورثية ناتجة عن التمدد ثلاثي النكليوتيد التكراري، وهو نوع من الطفرات يزداد فيها عدد تكرارات ثلاثة نكليوتيدات (تكرار ثلاثي النكليوتيد) إلى أن تتجاوز عتبة تصبح بعدها غير مستقرة. تبعًا لمكان وجوده، يمكن أن يسبب تكرار ثلاثي النكليوتيد غير المستقر عيوبًا في بروتين مُرمّز بواسطة المورثة، أو يغير تنظيم التعبير المورثي، أو يسبب إنتاج رنا سام، أو يؤدي إلى عدم الاستقرار الصبغي. عمومًا، يكون المرض أشد وبدؤه أسرع كلما كان التمدد أكبر. 
اضطرابات تكرار ثلاثي النكليوتيد مجموعة فرعية من اضطرابات تسمى التكرارات المترادفة القصيرة غير المستقرة تحدث في جميع الجينومات.
أول مرض مكتشف من أمراض تكرار ثلاثي النكليوتيد هو متلازمة الصبغي إكس الهش، ومنذ ذلك الحين حُدد موقع الشذوذ على الذراع الطويلة للصبغي إكس. يحمل المرضى من 230 إلى 4000 تكرارًا من ثلاثي النكليوتيد CGG (سيتيزين-غوانين- غوانين) في المورثة التي تسبب متلازمة الصبغي إكس الهش، بينما يوجد عند الأفراد غير المصابين ما يصل إلى 50 تكرارًا، ويملك حاملو المرض نحو 60 إلى 230 تكرارًا. يظهر عدم الاستقرار الصبغي الناتج عن هذا التمدد في ثلاثي النكليوتيد سريريًا بصورة إعاقة ذهنية، وسمات وجهية مميزة، وزيادة حجم الخصيتين عند الذكور. المرض الثاني من أمراض تكرار ثلاثية الدنا هو متلازمة إكس-إي الهش، وتنتج عن تكرار CCG (سيتزين-سيتزين-غوانين) على الصبغي إكس. يمكن أن تتمدد تكرارات ثلاثي النوكليوتيد (تزداد) بين الأجيال وتسبب المرض، وكان ذلك أول دليل على أن الطفرات المسببة للمرض لا تنتقل بثبات من الوالد إلى النسل. 
توجد عدة فئات معروفة من اضطرابات تكرار ثلاثي النكليوتيد. في الفئة الأولى داء هنتنغتون والرنح المخيخي الشوكي. ويحدثان نتيجة تمدد CAG التكراري في أجزاء ترميز البروتين، أو الإيكسونات، في جينات محددة. تؤثر تمددات الفئة الثانية أيضًا على الإيكسونات، وتكون أكثر تنوعًا ظاهريًا مع وجود تمددات غير متجانسة صغيرة الحجم عمومًا. تشمل الفئة الثالثة متلازمة الصبغي إكس الهش، وحثل التأتّر العضلي، وشكلين من الرنح المخيخي، والصرع الرمعي الشبابي، ورنح فريدريخ. تتميز هذه الأمراض نموذجيًا بتمددات تكرارية أكبر بكثير مقارنةً بأول مجموعتين، وتوجد التكرارات في الإنترونات بدلاً من الإكسونات.